# Caisa Westling
Caisa Westling född Kajsa Märta Westling 7 februari 1947 i Njurunda församling, svensk producent, projektledare och inspelningsledare. 

## Producent
- 2004 - Fyra nyanser av brunt
- 1991 - Sunes jul
- 1990 - Bobby Fischer bor i Pasadena
- 1989 - Den döende dandyn